# Branded
Branded é um filme estadunidense de 1950, do gênero faroeste, dirigido por Rudolph Maté e estrelado por Alan Ladd e Mona Freeman. Rodado em locações nos estados do Novo México e Arizona, o filme é um faroeste psicológico, com mais atmosfera que ação propriamente dita.
Baseada no romance Montana Rides Again (1934), de Max Brand, e primeiro western do diretor Maté, a produção colocou Ladd novamente sobre um cavalo graças ao sucesso de Whispering Smith (1948), sua incursão anterior no gênero.

## Sinopse
Choya, um pistoleiro errante, é convencido pelo escroque T. Jefferson Leffingwell a fingir ser o filho do rancheiro Richard Lavery, desaparecido há 25 anos e, com isso, herdar a fortuna da família. No entanto, Choya apaixona-se por sua "irmã" Ruth, o que o leva a confessar a trama e sair à procura do verdadeiro filho de Lavery, que está mais perto do que se imagina.

## Elenco
| Ator/Atriz       | Personagem               |
| ---------------- | ------------------------ |
| Alan Ladd        | Choya                    |
| Mona Freeman     | Ruth Lavery              |
| Charles Bickford | Richard Lavery           |
| Robert Keith     | T. Jefferson Leffingwell |
| Joseph Calleia   | Rubriz                   |
| Peter Hansen     | Tonio                    |
| Selena Royle     | Senhora Lavery           |
| Tom Tully        | Ramson                   |
| Milburn Stone    | Dawson                   |